# ミュラー・トゥルガウ
ミュラー・トゥルガウは、1882年にスイスの州であるトゥールガウからヘルマン・ミュラー (植物学者)によって育成された白ブドウ品種 (sp. Vitis vinifera)である。一説ではリースリングとマドレーヌ・ロイヤルとの交配種である。ドイツ、オーストリア、北イタリア、ハンガリー、イングランド、オーストラリア、チェコ共和国、スロバキア、スロベニア、ニュージーランド、アメリカ、日本で白ワインの製造に使われている。世界中で約42,000 ha (104,000エーカー)の栽培面積があり、ミュラー・トゥルガウは19世紀後期から作られたいわゆる「新品種」の中で最も広く植えられている。植え付けは1980年代から大幅に減少したが、2006年現在では、14,000 haでドイツで2番目に栽培された品種であり、ブドウ園の総面積の13.7％であった。2007年、125周年をガイゼンハイムブドウ育種研究所で祝った。ミュラー・トゥルガウはリヴァーナー (オーストリア、ドイツ、ルクセンブルク、特にドライワイン用)、リースリング x シルヴァーナー、リースリング - シルヴァーナー (スイス)、ヨハニスベルク (スイスヴァレー州)、リズヴァネツ (スロベニア)、リズリングスィルヴァーニ (ハンガリー)としても知られている。

## ブドウ品種の歴史
ほとんどのブドウは、2つの別々のブドウの品質を引継ぎ、両方の性質を併せ持つ新しいブドウを作りたいという欲求から作られてきた。
19世紀後半、ミュラー博士がガイゼンハイムブドウ育種研究所でこのブドウを作った時、彼の意図はリースリング品種の強さと複雑さと、シルヴァーナー品種が持つ早熟であることを掛け合わせることだった。得られたブドウはこれらの2つの性質を完全には達成しなかったが、ドイツのワイン生産地域の多くに広く植え付けられた。

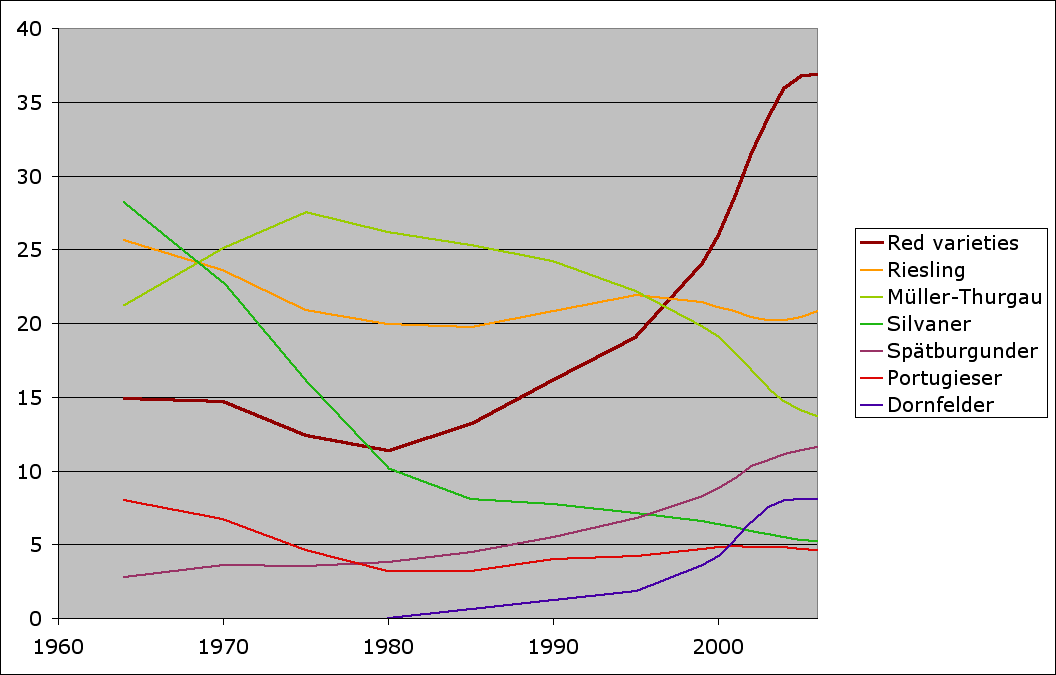
ドイツの一般的なブドウ品種のシェア％ (1964-2006)。ミュラー・トゥルガウの増減に注目。ドイツワイン統計より。

1970年代にミュラー・トゥルガウはドイツで最も植えられたブドウになっていた。この品種の人気の理由は、比較的広い気候範囲、土壌タイプで栽培ができるということである。これらのブドウの多くは、他のワイン用ブドウの栽培には特に適していない平坦な地域に植えられた。なぜなら、平坦な地域の主な代替作物であったテンサイダイコンよりも利益が大きかったからである。ブドウは早く成熟し、大量の収量をもたらし、例えばリースリングよりも植え付け場所としての要求は少ない。ミュラー・トゥルガウのワインは、酸度が低いために軽く、フルーティーである。比較的若いうちに飲むことがあるが、ほとんど例外なく熟成とともに良くなるとは考えられていない。これらの事実は、ミュラー・トゥールガウが、1980年代までかなり人気があったリープフラウミルヒやピースポーターなど、ドイツのミディアムスイートワインを安価に生産する経済的な方法を提供したことを意味した。
ミュラー・トゥルガウの発展のターニングポイントは、1979年の冬であり、1月1日に温度が急激に低下し、多くの地域で20°F (−7°C)にまで達したが、新品種の大部分を荒廃させた。何百年もの選択によって、はるかに丈夫な茎を有するリースリングのような品種には影響しなかった。それ以来、ワインメーカーは幅広い種類のブドウを栽培し始め、ミュラー・トゥルガウは現在、ドイツではリースリングほど広く植栽されていないが、ドイツにおいても世界でも、まだ重要な品種である。
ミュラー・トゥルガウのドイツ国内のブドウ農園の総数は減少しているが、リースリングとピノ・ノワールに続き第3位であり、2006年から2008年の間に新たに栽培した農園の約8％を占めている。

### 系譜
最近のDNA型鑑定は、実際には、ミュラー・トゥルガウが、シルヴァーナーや他のブドウ品種ではなく、リースリングとマドレーヌ・ロイヤルとの交配で作られたものであると判定している。しかし途中でいくつかの混乱があった。1996年、シャスラは有効な候補に挙がり、1997年にはシャスラの変種であるアドミラブル・ド・クルティエが親品種と同定された。しかし、2000年にアドミラブル・ド・クルティエと信じられていた親品種がマドレーヌ・ロイヤルであることが証明された時、これが間違っていることが示された。マドレーヌ・ロイヤルは長い間、シャスラの種苗であると信じられていたが、現代のDNA型鑑定では、それが実際にはピノとトロリンガーの交配種であることを示唆している。

## 栽培地域

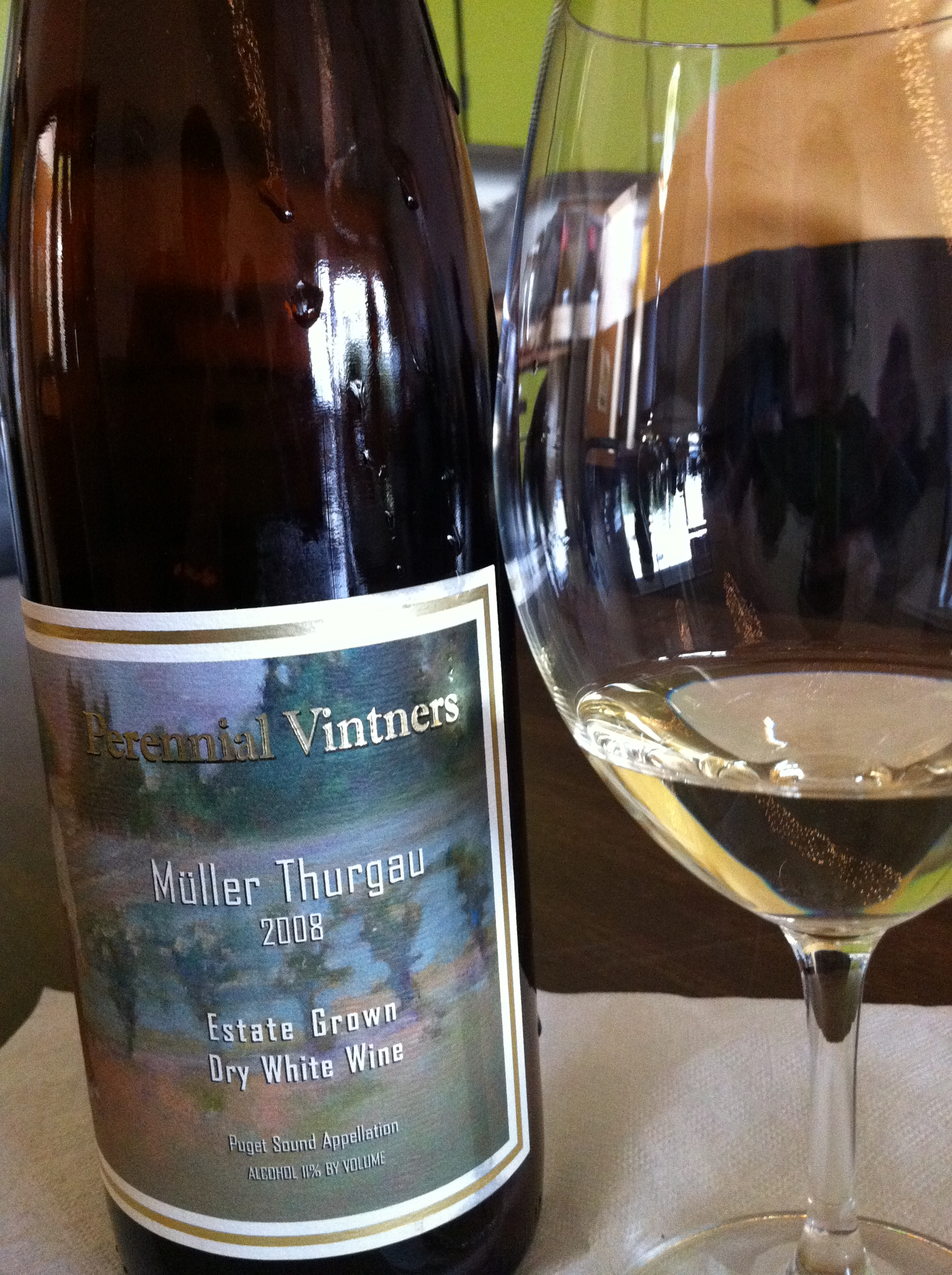
ワシントン州のミュラー・トゥルガウ

### ドイツ
2006年におけるドイツの生産地域は下記の通り。
- ラインヘッセン（英語版）、4,213ha (10,410エーカー)
- バーデン（英語版）、2,894ha (7,150エーカー)
- プファルツ、2,366ha (5,847エーカー)
- フランケン地方、1,908ha (4,715エーカー)
- モーゼル (ワイン産地)（英語版）、1,322a (3,267エーカー)
- ナーエ（英語版）、559ha (1,381エーカー)
- ザーレ・ウンシュトルート（英語版）、127ha (314エーカー)

ドイツでは、ミュラー・トゥルガウとバッフス、または少量のモリオ・ムスカートをブレンドしてその風味を強化することは、長い間一般的に行われてきた。どちらも酸度またはストラクチャーの欠如のため、単独の品種ワインでは美味しくない、高度に香りの強いブドウである。

### その他のヨーロッパ
ドイツ以外では、イタリア、イングランド南部 (ほとんどのブドウが長年にわたり生育しない地域)、ルクセンブルク (リヴァーナーと呼ばれる)、およびチェコで、活発なワインを生産するのに適度な成功を収めている。
- ハンガリー、8,000 ha (20,000エーカー)
- ベルギー、リュスタンのシャトー・ボン・バロン 0.5 ha
 全てスティルワインAOCsに認可されている : コート・ド・サンブレ・ェ・ミューズ[10]、ハーゲルラント[11]、ハスペンハウ[12]、およびフーフェルラント[13]。
- オーストリア、5,236 ha (12,933エーカー) (7.8%)
- チェコ
- スロバキア、1.362 ha
- ルクセンブルク、リヴァーナーとして
- スイス、リースリング x シルヴァーナーとして
- イタリア
- イギリス
- マケドニア、クラトシュヤ（英語版）としての固有種
- スロベニア
- クロアチア、リズヴァネツとして知られる
- フランス
- モルドバ
- オランダ

### ニューワールド
ヨーロッパ以外では、アメリカのオレゴン州で、適度な成功を収めている。
- オーストラリア – マッジー（英語版）ワイン生産地域
- ニュージーランド – 現在は辺境のブドウ
- アメリカ
- 日本
- 中国

## 別名
ミュラー・トゥルガウは以下に示す別名で呼ばれる。
Miler Turgau, Müller, Müller-Thurgaurebe, Müllerka, Müllerovo, Muller-Thurgeau, Mullerka, Mullerovo, Riesling-Silvaner, Riesling-Sylvamer, Riesling x Silavaner, Rivaner, Rizanec, Rizlingsilvani, Rizlingszilvani, Rizlingzilvani, Rizvanac, Rizvanac Bijeli, Rizvanec, Rizvaner.